# Maendorong ttottot
Maendorong ttottot (hangeul: 맨도롱 또똣, lett. Piacevolmente caldo; titolo internazionale Warm and Cozy) è una serie televisiva sudcoreano trasmessa su MBC dal 13 maggio al 2 giugno 2015, scritta come variante dalla favola La cicala e la formica.

## Trama
Lee Jung-joo ha lottato e lavorato sodo per tutta la vita, senza mai prendersi una pausa, e questo l'ha resa scontrosa. Nei cinque anni trascorsi come impiegata amministrativa presso un'azienda di abbigliamento di Seul, non ha mai perso un giorno di lavoro, ma questo non le impedisce di perdere impiego, casa e fidanzato in breve tempo, perciò si prepara a malincuore a ricominciare una nuova vita a Jeju. Qui incontra Baek Gun-woo, chef e proprietario del ristorante "Maendorong ttottot", che inizialmente scambia per un truffatore a causa della sua abitudine di raccontare affascinanti bugie a tutti. Gun-woo è l'indolente e romantico figlio di una famiglia benestante, e fa soltanto quello di cui ha voglia, come aprire un ristorante a Jeju semplicemente perché lì risiede la ragazza che gli piace. Jung-joo e Gun-woo si scontrano l'una con l'altro a causa della loro personalità e priorità differenti, poi si innamorano gradualmente.

## Personaggi
- Lee Jung-joo, interpretata da Kang So-ra
- Baek Gun-woo, interpretato da Yoo Yeon-seok
- Jung Poong-san, interpretato da Jinyoung
- Hwang Wook, interpretato da Kim Sung-oh
- Mok Ji-won, interpretata da Seo Yi-an
- Song Jung-geun, interpretato da Lee Sung-jae
- Kim Hae-shil, interpretata da Kim Hee-jung
- Gong Jong-bae, interpretato da Lee Han-wi
- Cha Hee-ra, interpretata da Ok Ji-young
- Bu Mi-ra, interpretata da Kim Mi-jin
- Noh Bok-nyeo, interpretata da Lee Yong-yi
- Go Yoo-ja, interpretata da Gu Bon-im
- Park Dong-soo, interpretato da Choi Sung-min
- Assistente Jang, interpretato da Lee Sang-hyun
- Jin Tae-yong, interpretato da Choi Jae-sung
- Ex-ragazzo di Jung-joo, interpretato da Lee Joong-moon

## Ascolti
| Episodio | Data di trasmissione | Dati TNMS           | Dati TNMS                  | Dati AGB            | Dati AGB                   |
| Episodio | Data di trasmissione | A livello nazionale | Area metropolitana di Seul | A livello nazionale | Area metropolitana di Seul |
| -------- | -------------------- | ------------------- | -------------------------- | ------------------- | -------------------------- |
| 1        | 13 maggio 2015       | 6,4%                | 7,8%                       | 6,3%                | 7,3%                       |
| 2        | 14 maggio 2015       | 5,8%                | 7,5%                       | 5,6%                | 6,5%                       |
| 3        | 20 maggio 2015       | 7,7%                | 10,1%                      | 6,6%                | 7,5%                       |
| 4        | 21 maggio 2015       | 6,7%                | 8,4%                       | 6,7%                | 7,4%                       |
| 5        | 27 maggio 2015       | 7,7%                | 9,1%                       | 7,0%                | 7,7%                       |
| 6        | 28 maggio 2015       | 7,8%                | 11,0%                      | 7,5%                | 8,3%                       |
| 7        | 3 giugno 2015        | 8,2%                | 9,8%                       | 7,0%                | 8,1%                       |
| 8        | 4 giugno 2015        | 7,6%                | 10,2%                      | 7,6%                | 8,2%                       |
| 9        | 10 giugno 2015       | 8,6%                | 10,9%                      | 8,1%                | 8,8%                       |
| 10       | 11 giugno 2015       | 8,5%                | 11,3%                      | 8,8%                | 9,2%                       |
| 11       | 17 giugno 2015       | 7,6%                | 10,3%                      | 7,8%                | 8,7%                       |
| 12       | 18 giugno 2015       | 7,5%                | 9,2%                       | 8,2%                | 9,0%                       |
| 13       | 24 giugno 2015       | 7,1%                | 9,0℅                       | 7,5%                | 7,8℅                       |
| 14       | 25 giugno 2015       | 7,2℅                | 9,2℅                       | 7,6%                | 8,6℅                       |
| 15       | 1 luglio 2015        | 8,5℅                | 11%                        | 7,7℅                | 8,4%                       |
| 16       | 2 luglio 2015        | 7,7℅                | 9℅                         | 7,6℅                | 8,3℅                       |
| Media    | Media                | 7,5%                | 9,7%                       | 7,4%                | 8,1%                       |

## Colonna sonora
1. Thank U – K.Will
2. Butterfly – Hae Ha-neul e Kong Bo-kyung
3. A Little Closer (더 가까이) – Hyolyn
4. Please Don't Be Seen (보이지 말아줘) – Jubee (Sunny Hill)
5. All for You (널 위한거야) – Son Seung-yeon
6. Jeju Hands – Voiture
7. Lala Theme (라라 테마) – Voiture
8. Funning Guitar
9. I Missing You
10. In Deserted House
11. Broken Heart
12. Sea of Love
13. Falling